# Epamera aemulus
Epamera aemulus är en fjärilsart som beskrevs av Henry Trimen 1895. Epamera aemulus ingår i släktet Epamera och familjen juvelvingar. Inga underarter finns listade i Catalogue of Life.